# Ctenochira pikonematis
Ctenochira pikonematis är en stekelart som beskrevs av Henry Keith Townes, Jr. 1949. Ctenochira pikonematis ingår i släktet Ctenochira och familjen brokparasitsteklar. Inga underarter finns listade i Catalogue of Life.